# Teodor Koskenniemi
Fredrik Teodor Koskenniemi, född 5 november 1887 i Vichtis, död där 15 mars 1965, var en finländsk friidrottare som tävlade i långdistanslöpning.
Han tävlade för Finland under OS i Antwerpen 1920. Hans främsta framgång kom i lagtävlingen i terränglöpning, där Koskenniemi var en av medlemmarna i Finlands segrande lag. De andra två var Paavo Nurmi och Heikki Liimatainen.
Koskenniemis främsta individuella merit i OS var dock en fjärdeplats på 5 000 meter samma år. Han hade också en sjätteplats individuellt i terränglöpning.
Hans personliga rekord på 5000 meter, 15.17,0, sattes i nämnda OS-final.